# 硼氢化亚铜
硼氢化亚铜，又称硼氢化铜(I)，是一种无机化合物，分子式为CuBH4。

## 制备
1964年，Klingen用氯化铜和硼氢化锂为原料，在-45℃的乙醚中反应，产生白色不挥发的化合物CuBH4：
2 CuCl2 + LiBH4 → 2 CuBH4 + 2 LiCl + B2H6 + H2

## 化学性质
硼氢化亚铜极不稳定，在-12℃下即可分解：
2 CuBH4 → 2 Cu + B2H6 + H2

## 配合物

### 双(三苯基膦)硼氢化亚铜
双(三苯基膦)硼氢化亚铜的化学式为2(C18H15P)·CuBH4，相对分子质量602.97，是无色针状的晶体，为单斜晶体，空间群C2/c，晶胞参数为a=24.64Å，b=9.058Å，c=15.43Å，β=116.2°，Z=4。

### 其他配合物
硼氢化亚铜还能形成其他配合物，如(R3Y)2Cu(BH4)（R=烷烃或芳烃，Y=P、As、Sb）、Cu(η2-BH4)(DPPM)、Cu(η2-BH4)(DPPE)、Cu(η2-BH4)(cis-DPPET)和Cu(η2-BH4)(DPPB)等。